# Ocean Atlantic
Die Ocean Atlantic war ein unter der Flagge Portugals betriebenes Passagierschiff. Das Schiff wurde 1986 als Ro-Ro-Fähre gebaut. Es war das zuletzt gebaute Schiff der aus ursprünglich sieben Einheiten bestehenden Dmitriy-Shostakovich-Klasse.

## Geschichte

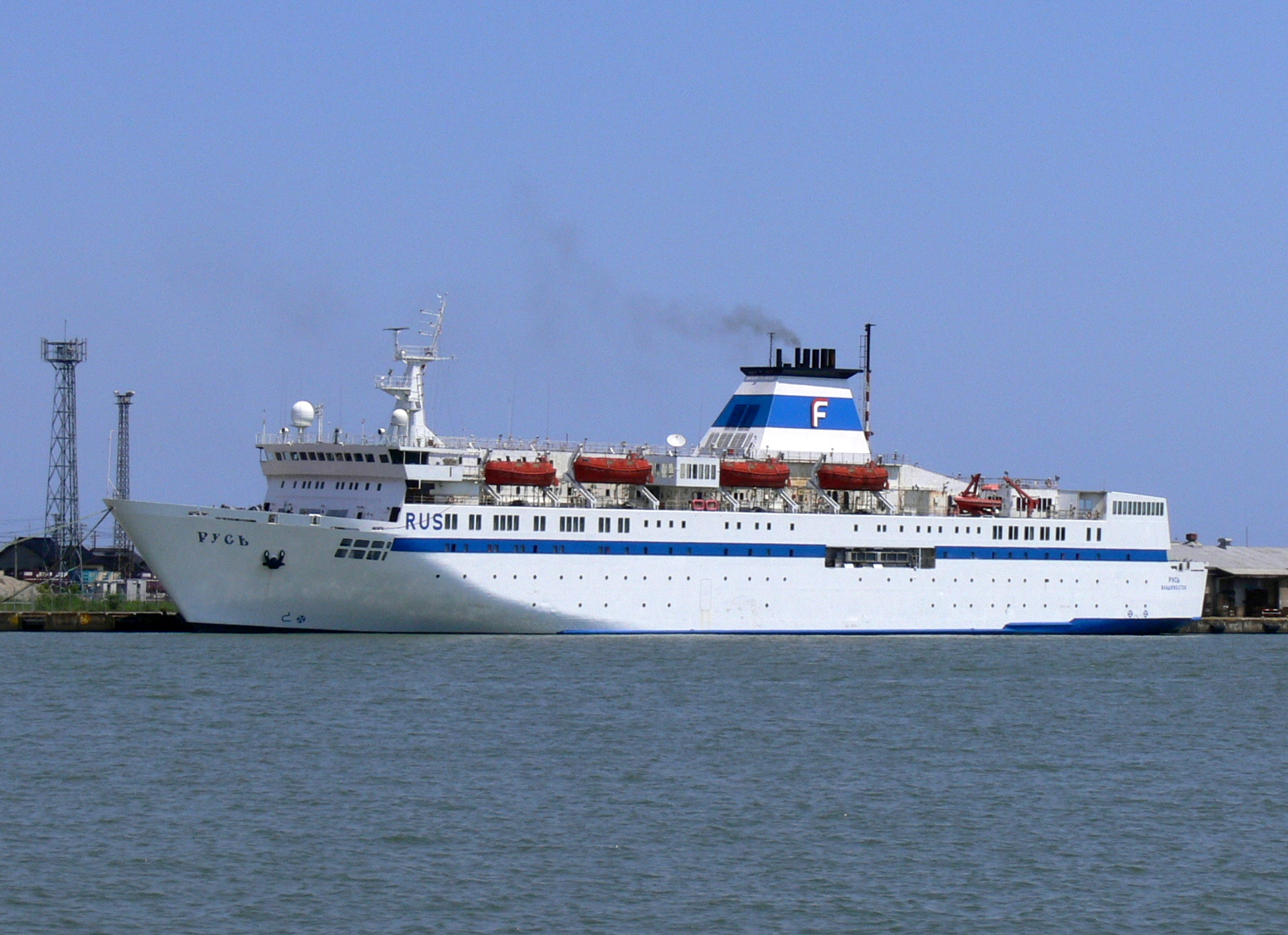
Schiff als Rus der Far Eastern Shipping Company

Das Schiff wurde 1986 unter der Baunummer B-492/06 auf der polnischen Werft Stocznia Szczecinska gebaut. Die Kiellegung fand am 21. Dezember 1985, der Stapellauf am 24. Januar 1986 statt. Die Ablieferung an die sowjetische Reederei Far Eastern Shipping Company (FESCO) in Wladiwostok erfolgte am 21. Dezember 1986.
Das Schiff kam als Konstantin Chernenko in Fahrt und wurde zunächst im Japanischen Meer eingesetzt. 1989 wurde das Schiff in Rus umbenannt. Ab Ende 1997 war es zwischen Stockholm und Riga eingesetzt, ab 2000 zwischen Odessa und Haifa und später wieder in Ostasien. 2010 wurde das Schiff umgebaut und als SC Atlantic für Kreuzfahrten in der Ostsee eingesetzt. Bereits Ende 2010 wurde der Dienst wieder eingestellt und das Schiff in Sankt Petersburg aufgelegt.
Im Juli 2012 wurde das Schiff von Ocean Atlantic Partners gekauft und in Ocean Atlantic umbenannt. Das von Cruise Management International in Miami bereederte Schiff stand unter anderem für Expeditionskreuzfahrten und als Hotelschiff für Offshore-Bauvorhaben zur Verfügung.
2021 wurde das Schiff an Atlprt Atlantic Partners verkauft. Das zuvor unter der Flagge Panamas betriebene Schiff wurde unter die Flagge Portugals gebracht. Das nun von Sunstone Ships bereederte Schiff war zuletzt an das auf Expeditionskreuzfahrten spezialisierte Unternehmen Albatros Expeditions verchartert.
Im Mai 2022 wurde das Schiff im Rahmen einer Hafenstaatkontrolle durch die Maritime and Coastguard Agency wegen verschiedener Mängel in Greenock an der Westküste Schottlands arrestiert. Im Juli 2022 kam es vor Spitzbergen zu einem Vorfall, bei dem der Rumpf beschädigt wurde und Wasser ins Schiff eindrang. Bei einer anschließenden Kontrolle wurden erhebliche Mängel am Schiff festgestellt und das Schiff in Longyearbyen erneut arrestiert. Albatros Expeditions sagte in der Folge die geplanten Kreuzfahrten ab und gab das Schiff an den Eigner zurück, nachdem zuvor schon der Einsatz des Schiffes in der Antarktissaison 2022/23 abgesagt worden war. Das Schiff wurde daraufhin aufgelegt. Ein ab 2024 geplanter Einsatz des Schiffes durch Positive Polar wurde nicht mehr realisiert. Ab Mai 2025 wurde das Schiff in Aliağa verschrottet.

## Technische Daten und Ausstattung
Das Schiff wurde von vier Sechszylinder-Viertakt-Dieselmotoren des Herstellers Sulzer mit jeweils 3200 kW Leistung angetrieben. Die in Polen in Lizenz gebauten Motoren wirkten auf zwei Verstellpropeller. Das Schiff erreichte eine Geschwindigkeit von 20 kn. Es verfügte über ein mit 588 kW Leistung angetriebenes Bug- und zwei mit jeweils 368 kW Leistung angetriebene Heckstrahlruder.
Für die Stromversorgung standen vier von Sulzer-Dieselmotoren (Typ: 8AL 25/30) mit jeweils 1000 kW Leistung angetriebene Generatoren mit jeweils 1250 kVA Scheinleistung sowie ein von einem Dieselmotor mit 200 kW Leistung angetriebener Notgenerator (Scheinleistung 250 kVA) zur Verfügung.
Das Schiff verfügte über neun Decks. Ein über zwei Decks reichendes Autodeck war weiterhin vorhanden, auch nachdem das Schiff nicht mehr als Fähre genutzt wurde. Das Autodeck war über eine Heckrampe und über eine Seitenrampe auf der Steuerbordseite im Achterschiffsbereich zugänglich. Das 100 Meter lange und 9 Meter breite Autodeck konnte mit 27 t/m² belastet werden. Die Rampen konnten 3 t/m² tragen. Im Autodeck konnten auch etwa 35 20"-Container geladen werden.
Für die Passagiere standen unter anderem mehrere Lounges und Bars, ein Restaurant und ein Bistro sowie eine Bibliothek, eine Sauna, ein Schwimmbecken und ein Fitnessbereich zur Verfügung. Das Schiff verfügte über 128 Passagierkabinen, davon 99 Außen- und 29 Innenkabinen, und bot insgesamt 240 Passagieren Platz. Für die Besatzung standen 57 Kabinen mit 108 Betten zur Verfügung. Der Rumpf des Schiffes war eisverstärkt (Eisklasse 1B).